# Dobrosav Milojević
Dobrosav Milojević (en serbe cyrillique : Добросав Милојевић ; né le 24 décembre 1948 à Donje Štiplje, près de Jagodina) est un peintre serbe. Il se rattache au mouvement de l’art naïf.